# Innerit
Innerit [ˈinːɜʁit] (nach alter Rechtschreibung Ingnerit) ist eine wüst gefallene grönländische Siedlung im Distrikt Uummannaq in der Avannaata Kommunia.

## Lage
Innerit liegt am Nordufer des Fjords Perlerfiup Kangerlua an der Südküste der Halbinsel Akuliarusersuaq. Direkt südlich auf der gegenüberliegenden Fjordseite liegt 4,3 km entfernt der verlassene Wohnplatz Perlerfik. Der nächstgelegene noch bewohnte Ort ist Ukkusissat 30 km westlich.

## Geschichte
Innerit wurde 1793 als Udsted gegründet. Es wurden zwei Häuser errichtet, die aus Holzpfählen und Torfmauern bestanden. Das eine wurde als Wohnhaus für die dänischen Angestellten errichtet, während das andere als Warenlager diente. Bereits im Folgejahr wurde Innerit nach Ukkusissat versetzt. Später war Innerit nur noch zeitweilig als Sommerplatz für die Bewohner von Perlerfik in Gebrauch.